# رونالدو فييرا (لاعب كرة قدم)
رونالدو فييرا (بالبرتغالية: Ronaldo Vieira‏) هو لاعب كرة قدم غيني بيساوي في مركز الوسط، ولد في 19 يوليو 1998 في بيساو في غينيا بيساو. لعب مع نادي سامبدوريا.

## وصلات خارجية
- رونالدو فييرا (لاعب كرة قدم) على موقع قاعدة بيانات كرة القدم.إي يو (الإنجليزية)
- رونالدو فييرا (لاعب كرة قدم) على موقع Soccerbase.com (لاعب) (الإنجليزية)
- رونالدو فييرا (لاعب كرة قدم) على موقع Soccerway.com (الإنجليزية)
- رونالدو فييرا (لاعب كرة قدم) على موقع عالم كرة القدم.نت (الإنجليزية)